# Hữu Long
Hữu Long (sinh năm 1991) là một nam người mẫu Việt Nam. Năm 2012, Hữu Long đoạt Giải vàng Siêu mẫu Việt Nam, sau đó đoạt ngôi Á vương 1 tại cuộc thi Man of the World.

## Sự nghiệp
Hữu Long tên đầy đủ Nguyễn Hữu Long, sinh năm 1991 ở Hà Nội. Anh bắt đầu sự nghiệp người mẫu với cuộc thi Siêu mẫu Việt Nam 2011. Kết quả, Hữu Long lọt vào Top 20 chung cuộc và dành giải Siêu mẫu có hình thể đẹp nhất. Năm 2012, anh tiếp tục trở lại với Siêu mẫu Việt Nam và xuất sắc dành Giải Vàng danh giá. Năm 2014, Hữu Long tham gia Bước nhảy hoàn vũ cùng bạn nhảy Elena. Anh lọt vào Top 6 và dành giải Ông hoàng Latin. Năm 2017, Hữu Long được Cục Nghệ thuật Biểu diễn cấp phép đại diện Việt Nam tham dự cuộc thi Man of the World tổ chức tại Manila, Philippines. Trong đêm chung kết, Hữu Long đoạt giải Á vương.
Kể từ đó đến nay, Hữu Long vẫn kiên trì theo đuổi sự nghiệp người mẫu. Anh thường xuyên góp mặt trong các show diễn thời trang của những nhà thiết kế nổi tiếng trong nước như: Đỗ Mạnh Cường, Adrian Anh Tuấn, Chung Thanh Phong, Lê Thanh Hòa, Hoàng Minh Hà, VUNGOC&SON, Võ Công Khanh, Lâm Gia Khang... Bên cạnh đó, Hữu Long cũng là gương mặt quảng cáo quen thuộc của các nhãn hàng lớn như: Honda, XMen, Romano, Audi, Momo, Rebook...

## Giải thưởng
| Năm  | Chương trình                  | Giải thưởng                                              |
| ---- | ----------------------------- | -------------------------------------------------------- |
| 2011 | Siêu mẫu Việt Nam             | Giải thưởng phụ - Top 20 - Siêu mẫu có hình thể đẹp nhất |
| 2012 | Siêu mẫu Việt Nam             | Giải Vàng                                                |
| 2014 | Bước nhảy hoàn vũ             | Giải thưởng phụ - Top 6 - Ông hoàng Latin                |
| 2017 | Man of the world              | Á vương 1                                                |
| 2023 | Vietnam Beauty Fashion Awards | Người mẫu xuất sắc năm 2023                              |

## Tạp chí
Trong sự nghiệp của mình, Hữu Long đã góp mặt trên rất nhiều Tạp chí thời trang, văn hóa và du lịch hàng đầu:
- Đẹp
- Thể Thao Văn Hóa & Đàn Ông
- ELLEman
- Heritage Fashion
- Wanderlust Tips
- Fairways
- GF
- MỐT Việt Nam

## Người mẫu thương mại
| Năm  | Brand/Client       | Sản phẩm/Campaign                |
| ---- | ------------------ | -------------------------------- |
| 2015 | Porsche            | Porsche Panamera                 |
| 2017 | SYM                | Husky 125 SYM                    |
| 2018 | BMW                | BMW Joyfest Vietnam 2018         |
| 2019 | YSL                | All Hours Cushion                |
| 2020 | Momo               | Đi lại khoẻ re - Vé gì cũng có   |
| 2022 | The Royal Da Nang  | Thưởng lãm đỉnh - Sống hoàng kim |
| 2022 | Vietravel Airlines | Bộ lịch 2023                     |
| 2022 | Reebok             | Nano X2 Adventure                |
| 2022 | Audi               | Audi E-tron                      |
| 2023 | Romano             | Romano VIP Passion               |
| 2023 | Vinagame (VNG)     | Vô song hào kiệt                 |
| 2023 | Kim Bespoke        | Capsule Wardrobe                 |
| 2023 | XMen               | XMen Clean&Fresh                 |
| 2023 | Honda              | SH 350i                          |
| 2023 | Wake up 247        | Suốt hành trình                  |

## Show diễn tiêu biểu
| Năm  | Nhà thiết kế/Brand                | Show diễn                                 | Bộ sưu tập                 | Vị trí     |
| ---- | --------------------------------- | ----------------------------------------- | -------------------------- | ---------- |
| 2024 | VUNGOC&SON                        | Hạnh Phúc - Happy Forever                 |                            | First face |
| 2024 | Đỗ Mạnh Cường                     | Vietnam International Fashion Week        | Sóng Xanh                  | Model      |
| 2024 | Mai Lâm                           | ELLEMan Fashion Show 2024                 | Kim Long                   | Model      |
| 2024 | VUNGOC&SON                        | Thanh Xuân - Forever Young                |                            | Model      |
| 2024 | VUNGOC&SON                        | Cuộc sống tươi đẹp                        | -                          | Model      |
| 2023 | Hà Nhật Tiến                      | Ben & Tod - Cảm Hứng Việt Nam             | Raise your voice           | First face |
| 2023 | Venesto                           | Le Jardin                                 | Verve Vista-Venesto        | Model      |
| 2023 | Lê Thanh Hòa                      | VinFast                                   | VFascination               | Model      |
| 2023 | Nguyễn Thành Danh                 | SR Celebrating Local Pride                | Fall Winter 2023           | Vedette    |
| 2023 | Americus & Gosani                 | The Flow Of Time                          | -                          | Vedette    |
| 2023 | Canali                            | Wedding Symphony by L'OFFICIEL Viet Nam   | Wedding Art Gallery        | Model      |
| 2023 | VUNGOC&SON                        | Phương Đông Rực Rỡ                        | -                          | Vedette    |
| 2023 | Ngô Mạnh Đông Đông                | Extra Men Show 2 - Vùng Đất Thủ Lĩnh Rồng | Dragon Slayer              | Model      |
| 2023 | Đinh Văn Thơ                      | Trăng Là                                  | -                          | Model      |
| 2023 | Nguyễn Minh Công                  | Vietnam International Fashion Week        | Về nhà Út ơi!              | Model      |
| 2023 | Vũ Việt Hà                        | Vietnam International Fashion Week        | Nước đầu nguồn             | Model      |
| 2023 | SIR Tailor                        | Wedding Fair 2023                         | Enchanted Love             | Vedette    |
| 2023 | Lâm Gia Khang                     | Faslink Fashion Foward                    | GIA STUDIOS                | Vedette    |
| 2023 | Adrian Anh Tuan                   | Thong Dong                                | -                          | Model      |
| 2023 | Chung Thanh Phong                 | Fashion Voyage 5                          | CTP NO.2                   | Model      |
| 2023 | Vũ Việt Hà                        | Triển Lãm Texfuture Việt Nam              | Áo dài vải gai             | Model      |
| 2022 | Lazada                            | Countdown Super Show                      | -                          | Model      |
| 2022 | Hoàng Minh Hà                     | Muse                                      | Thì Thầm                   | Model      |
| 2022 | Adrian Anh Tuan                   | Tình ta                                   | Resort 2023                | Model      |
| 2022 | VUNGOC&SON                        | Ký ức tuổi thơ                            | -                          | Model      |
| 2022 | Priyo Oktaviano                   | Vietnam International Fashion Week        | Hồi tưởng tuổi thơ         | Model      |
| 2022 | Ngô Ngọc Dương                    | Vietnam International Fashion Week        | Break The Loop             | Vedette    |
| 2022 | Adrian Anh Tuan                   | Vietnam International Fashion Week        | Hẹn em                     | Model      |
| 2022 | Đỗ Mạnh Cường                     | SIXDO Fall Winter 2022 Fashion Show       | -                          | Model      |
| 2022 | Lazada                            | Super Show                                | Sao bom tấn                | Model      |
| 2022 | SIR Tailor                        | Fall Winter 2022 Fashion Show             | Libertà                    | Model      |
| 2022 | Aristino                          | Fall Winter 2022 Fashion Show             | Amazing Vietnam            | Vedette    |
| 2022 | Adrian Anh Tuan                   | Hẹn em                                    | Cao Minh Tailor            | Model      |
| 2022 | Đỗ Mạnh Cường                     | SIXDO Summer 2022 Fashion Show            | -                          | Model      |
| 2022 | VUNGOC&SON                        | Resort 2022 Fashion Show                  | Homeland                   | Model      |
| 2022 | Adrian Anh Tuan                   | Vietnam International Fashion Week        | Lãng du                    | Model      |
| 2022 | Lê Minh Ngọc                      | Vietnam International Fashion Week        | Camicissima Vietnam        | Model      |
| 2022 | Võ Công Khanh                     | Vietnam International Fashion Week        | H2O                        | Model      |
| 2022 | Adrian Anh Tuan                   | Extra Men Show                            | -                          | Model      |
| 2022 | VUNGOC&SON                        | Resort 2022 Digital Show                  | Vùng trời bình yên         | Model      |
| 2022 | -                                 | Vietnam International Junior Fashion Week | -                          | Model      |
| 2022 | Lê Thanh Hòa                      | Sa Vũ                                     | -                          | Model      |
| 2022 | Đinh Văn Thơ                      | Gõ cửa 90                                 | Áo zài ABC                 | Model      |
| 2022 | VUNGOC&SON                        | Sóng 2022                                 | -                          | Model      |
| 2022 | -                                 | Mr Crazy & Lady Sexy                      | -                          | Model      |
| 2022 | Tùng Vũ                           | Pink Ocean                                | Pinkshow3                  | Model      |
| 2022 | VUNGOC&SON                        | Holiday Collection 2022 Fashion Show      | Bình Minh                  | Model      |
| 2021 | Hà Nhật Tiến                      | Miss Fitness 2022                         | -                          | Model      |
| 2021 | Võ Công Khanh                     | Vietnam International Fashion Festival    | Red Holiday                | Model      |
| 2021 | Adrian Anh Tuan                   | Vietnam International Fashion Festival    | DayDreamer                 | Model      |
| 2021 | Adrian Anh Tuan                   | Vietnam International Fashion Week        | Chạm                       | Model      |
| 2021 | Chung Thanh Phong                 | FW21 Digital Fashion Show                 | CTP No.01                  | Model      |
| 2021 | Ivan Trần                         | Tiktok Fasup 2021                         | All B                      | Model      |
| 2021 | Ivy Moda                          | Spring Summer 2021 Fashion Show           | FLOURISH 18                | Model      |
| 2021 | Adrian Anh Tuấn                   | Fashion Voyage 3                          | DayDreamer                 | Model      |
| 2021 | Lê Thanh Hòa                      | Fashion Voyage 3                          | Like The Sunshine          | Model      |
| 2021 | VUNGOC&SON                        | Spring Summer 2021 Fashion Show           | Hừng Đông                  | Model      |
| 2021 | Mr Simple                         | Runway Show Winter 2020 Collection        | Đông                       | Model      |
| 2020 | Nguyễn Tiến Truyển                | Vietnam International Fashion Festival    | TROPICANA                  | Model      |
| 2020 | Hoàng Minh Hà                     | Vietnam International Fashion Week        | Chạm                       | Model      |
| 2020 | Đỗ Mạnh Cường                     | Sixdo Fashion Show                        | -                          | Model      |
| 2020 | VUNGOC&SON                        | Holiday Collection                        | Vàng Son                   | Model      |
| 2020 | Ivan Trần                         | IVAN6                                     | Ivan Resort 2020           | Model      |
| 2020 | Style Republik                    | Celebrating Local Pride                   | -                          | Model      |
| 2020 | VUNGOC&SON                        | Fall Winter Fashion Show                  | Ký ức tuổi thơ             | Model      |
| 2019 | Adrian Anh Tuấn, Vũ Việt Hà       | Áo Dài House                              | -                          | Model      |
| 2019 | Chung Thanh Phong                 | Spring Summer 2020 Collection             | I'm Super Star             | Model      |
| 2019 | VUNGOC&SON                        | Fall Winter 2019 Fashion Show             | Hoàng Hoa                  | Model      |
| 2019 | Mr Simple                         | Runway Show Winter 2019 Collection        | -                          | Model      |
| 2019 | Faslink                           | Material Garment Show                     | Life In Motion             | Model      |
| 2019 | Chung Thanh Phong                 | Vietnam International Fashion Week        | Meuw                       | Model      |
| 2018 | Đỗ Mạnh Cường                     | Mix and match Do Manh Cuong               | -                          | Model      |
| 2018 | ELLE                              | ELLE Fashion Journey 2018                 | Fashion For Freedom        | Model      |
| 2018 | Chocopie x Lime Orange            | Fashion Show Choco.pie x Lime Orange      | -                          | Model      |
| 2018 | Chung Thanh Phong                 | Fall Winter 2018 Fashion Show             | I AM WHAT I AM             | Model      |
| 2018 | VUNGOC&SON                        | Fall Winter 2018 Fashion Show             | DOMINO68                   | Model      |
| 2018 | Phan Quốc An, Tiến Truyển         | Thời trang cuộc sống                      | Men's Night                | Model      |
| 2018 | Đỗ Mạnh Cường                     | Spring Summer 2018 Fashion Show           | Laguna Lang Co             | Model      |
| 2018 | Trương Thanh Long                 | Triển lãm ngành công nghiệp dệt may 2018  | -                          | Model      |
| 2018 | Minh Châu, Teelee, Sơn collection | Thời Trang Cuộc Sống                      | Spring color               | Model      |
| 2018 | Đỗ Mạnh Cường                     | 10th Anniversary Fashion Show             | The Muse 2                 | Model      |
| 2017 | Trịnh Hoàng Diệu                  | Diệu Fashion Show                         | Bóng hình                  | Model      |
| 2017 | Canifa                            | Canifa Fashion Show                       | Fashion street in the city | Model      |
| 2017 | Áo dài ABC                        | Lễ hội giao lưu văn hoá Việt - Hàn 2017   | Áo dài thuần Việt          | Model      |
| 2017 | Adin, Jang Jang, MLEO             | Đại Hội Mỹ Nam 5                          | -                          | Model      |
| 2017 | Hà Nhật Tiến                      | FASHIONOLOGY FESTIVAL 2017                | City Of Love               | Model      |
| 2017 | -                                 | Xu hướng và phong cách                    | -                          | Model      |
| 2017 | -                                 | Thời Trang Cuộc Sống                      | Nhịp sống hiện đại         | Model      |
| 2017 | Công Minh Nguyễn                  | AMI fahion show                           | Dreamer                    | Model      |
| 2017 | Faslink                           | Faslink Fashion Show                      | Thời trang công sở         | Model      |
| 2016 | -                                 | Xu hướng và phong cách                    | -                          | Model      |
| 2016 | -                                 | Thời trang phong cách trẻ                 | -                          | Model      |
| 2016 | -                                 | Phong cách & Cuộc sống                    | Đêm Hội Áo Dài             | Model      |
| 2016 | -                                 | ELLE Fashion Show                         | -                          | Model      |
| 2016 | Kelly Bui                         | Vietnam Designer Fashion Week             | -                          | Model      |
| 2016 | Giang Tú                          | Nhà thiết kế thời trang 2015              | Châu Á thịnh vượng         | Model      |
| 2016 | -                                 | Phong cách & Cuộc sống                    | Tháng 1                    | Model      |
| 2016 | -                                 | Thời Trang Và Nhân Vật                    | Tháng 1                    | Model      |
| 2015 | -                                 | Phong cách & Cuộc sống                    | -                          | Model      |
| 2015 | -                                 | Phong cách trẻ                            | Tháng 1, 5, 6, 9, 12       | Model      |
| 2015 | Đỗ Mạnh Cường                     | Love By DoManhCuong                       | In Hanoi, In HCM           | Model      |
| 2015 | -                                 | Thời Trang Cuộc Sống                      | -                          | Model      |
| 2015 | -                                 | Vietnam International Fashion Week        | -                          | Model      |
| 2015 | ELLE                              | ELLE Show 2015                            | -                          | Model      |
| 2015 | -                                 | Phong cách & Cuộc sống                    | Tháng 3                    | Model      |
| 2015 | -                                 | Thời Trang Và Nhân Vật                    | Tháng 5, 7                 | Model      |
| 2014 | -                                 | Phong cách & Cuộc sống                    | -                          | Model      |
| 2014 | Songzio                           | Vietnam Designer Fashion Week             | -                          | Model      |
| 2014 | Nguyễn Công Trí                   | Vietnam International Fashion Week        | -                          | Model      |
| 2014 | -                                 | Phong cách & Cuộc sống                    | -                          | Model      |
| 2014 | ELLE                              | ELLE Show 2014                            | -                          | Model      |
| 2014 | Massoni Boutique                  | Phong cách trẻ                            | -                          | Model      |
| 2014 | -                                 | Thời Trang Cuộc Sống                      | -                          | Vedette    |

## Chương trình truyền hình
| Năm  | Chương trình               | Vai trò    | Phát sóng |
| ---- | -------------------------- | ---------- | --------- |
| 2011 | Siêu mẫu Việt Nam          | Thí sinh   | VTV3      |
| 2012 | Siêu mẫu Việt Nam          | Thí sinh   | VTV3      |
| 2014 | Bước nhảy hoàn vũ          | Người chơi | VTV3      |
| 2019 | Đấu Trường Ẩm Thực         | Người chơi | VTV9      |
| 2020 | Trai đẹp vào bếp           | Khách mời  | VTV9      |
| 2023 | The New Mentor             | Khách mời  | VTV Cab   |
| 2024 | The Next Gentleman (mùa 2) | Giám khảo  | VTV Cab   |
| 2024 | Én vàng 2024               | Thí sinh   | HTV9      |